# Heteronotus nodosa
Heteronotus nodosa är en insektsart som beskrevs av Ernst Friedrich Germar. Heteronotus nodosa ingår i släktet Heteronotus och familjen hornstritar. Inga underarter finns listade i Catalogue of Life.